# St Helens Park, New South Wales
St Helens Park este o suburbie în Sydney, Australia.